# Heinz Sarkowski
Heinz Sarkowski (* 4. April 1925 in Waren (Müritz); † 15. März 2006 in Dossenheim) war ein deutscher Buchhersteller, leitender Verlagsmitarbeiter und Buchautor, vor allem zur Verlagsgeschichte.

## Leben
Nach einer zweijährigen Dienstzeit bei der Wehrmacht während des Zweiten Weltkrieges absolvierte er eine Buchhandelslehre bei der Firma Gustav Weiland in Lübeck, wo er auch seine Kindheit verbracht hatte. Sarkowski war bei einigen großen Verlagshäusern beschäftigt, unter anderem beim Insel-Verlag, beim S. Fischer Verlag, der Verlagsgruppe Georg von Holtzbrinck und dem Piper-Verlag. Von 1976 bis 1992 war Sarkowski Leiter der Herstellungsabteilung im Springer-Wissenschaftsverlag.
Sein Werk Der Insel-Verlag. 1899-1969 (1970, überarbeitet 1999) begründete seinen Ruf als Experte in der Buch- und Verlagsgeschichte.

## Werke
- Das Bibliographische Institut. Verlagsgeschichte und Bibliographie 1826-1976. Bibliographisches Institut, Mannheim u. a. 1976, ISBN 3-411-01368-0.
- als Bearbeiter: 50 Jahre Insel-Bücherei 1912-1962. Insel, Frankfurt am Main 1962, DNB 452222044.
- Der Insel Verlag. Eine Bibliographie 1899 - 1969. Insel, Frankfurt am Main / Leipzig 1999, 2., überarbeitete Auflage, ISBN 3-458-15611-9.
- mit Wolfgang Jeske: Der Insel-Verlag 1899 - 1999. Die Geschichte des Verlags, Insel, Frankfurt am Main / Leipzig 1999, ISBN 3-458-16985-7.
- mit Heinz Götze: Der Springer-Verlag. Stationen seiner Geschichte. Springer, Berlin 1992–1994 zwei Bände: Band 1 1992, ISBN 3-540-55221-9, Band 2 1994, ISBN 3-540-56691-0.

## Auszeichnungen
- 1990: Ehrenurkunde der Maximilian-Gesellschaft
- 1995: Dem Förderer des deutschen Buches durch den Börsenverein des Deutschen Buchhandels
- 2000: Ehrendoktorwürde der Universität Heidelberg